# Antoine Laumet
Antoine Laumet, Laumet de La Mothe, Sieur de Cadillac, född 5 mars 1658 i Saint-Nicolas-de-la-Grave, Frankrike, död 15 oktober 1730 i Castelsarrasin, Frankrike, var godsherre i Akadien, riddare av Sankt Ludvigsorden, kapten i den franska marinkåren, löjtnant i den franska flottan, kommendant över Fort Michilimackinac i nuvarande Michigan, grundare av Fort Detroit, 1710-1716 guvernör i Louisiana, guvernör över Castelsarrasin i nuvarande Tarn-et-Garonne. Bilmärket Cadillac har fått sitt namn efter honom.